# قلعه زورآباد (خاک تپه)
قلعه زورآباد (خاک تپه) مربوط به دوره ایلخانی است و در  ایوانکی روستای احمدآباد واقع شده و این اثر در تاریخ ۲۷ آبان ۱۳۸۶ با شمارهٔ ثبت ۲۰۲۶۰ به‌عنوان یکی از آثار ملی ایران به ثبت رسیده است.